# Zhuoshui
 (janvier 2016).
Si vous disposez d'ouvrages ou d'articles de référence ou si vous connaissez des sites web de qualité traitant du thème abordé ici, merci de compléter l'article en donnant les références utiles à sa vérifiabilité et en les liant à la section « Notes et références ».
Le Zhuoshui, également orthographié Chuoshui, (en chinois : 濁水 溪) est le plus long fleuve de l'île de Taiwan (République de Chine).

## Géographie
Le Zhuoshui prend sa source dans le comté de Nantou et s'écoule jusqu'à la frontière occidentale du comté, puis sert de frontière entre les comtés de Yunlin et de Changhua. Sa longueur totale est de 186,6 km.

## Sources
- (zh) « Zhuoshui » sur le site de l'Agence des ressources en eau du ministère des Affaires économiques